# بلانيت كوستر
بلانيت كوستر (بالإنجليزية: Planet Coaster)‏ هي لعبة محاكاة بناء وإدارة من تطوير ونشر شركة فرونتير دفلوبمنتس، صدرت اللعبة في 17 نوفمبر 2016.